# ミンガス・アット・カーネギー・ホール
『ミンガス・アット・カーネギー・ホール』（Mingus at Carnegie Hall）は、アメリカ合衆国のジャズ・ミュージシャン、チャールズ・ミンガスが1974年に録音・発表したライブ・アルバム。

## 解説
ミンガスの1974年当時のレギュラー・セクステットによる演奏で、「パーディド」と「Cジャム・ブルース」には、過去にミンガスのグループで活動していたローランド・カーク、ジョン・ハンディ、チャールズ・マクファーソンがゲスト参加した。オリジナルLPおよび再発CDは、これら2曲のみの収録で、Stuart Kremskyはオールミュージックにおいて5点満点中4.5点を付け「ローランド・カークとジョージ・アダムスによる、嬉々としたサクソフォーンのインタープレイを筆頭に、楽しい45分間だが、この正式発売された形式では、1974年におけるジャズ・ワークショップの実力の、わずかな手がかりにしかならない」と評している。『ビルボード』のジャズ・アルバム・チャートでは37位を記録した。
2021年には、当日のセットリストを網羅した2枚組CD『ミンガス・アット・カーネギー・ホール【完全盤】』が発売された。

## 収録曲
1. Cジャム・ブルース - "C Jam Blues" (Barney Bigard, Duke Ellington) - 24:39
  - ソロ・オーダーは、ジョン・ハンディ（15コーラス）、ハミエット・ブルーイット（9コーラス）、ジョージ・アダムス（15コーラス）、ローランド・カーク（24コーラス）、ジョン・ファディス（8コーラス）、チャールズ・マクファーソン（12コーラス）[6]。
2. パーディド - "Perdido" (Juan Tizol) - 21:57
  - ソロ・オーダーは、ジョン・ハンディ（4コーラス）、ハミエット・ブルーイット（4コーラス）、ローランド・カーク（9コーラス）、チャールズ・マクファーソン（4コーラス）、ジョージ・アダムス（5コーラス）、ジョン・ファディス（5コーラス）、ドン・プーレン（4コーラス）[6]。

### ミンガス・アット・カーネギー・ホール【完全盤】

#### ディスク1
1. イントロダクション - "Introduction" - 3:11
2. ペギーズ・ブルー・スカイライト - "Peggy’s Blue Skylight" (Charles Mingus) - 11:54
3. セリア - "Celia" (C. Mingus) - 22:54
4. フォーバス知事の寓話 - "Fables of Faubus" (C. Mingus) - 20:51

#### ディスク2
1. ビッグ・アリス - "Big Alice" (Don Pullen) - 18:39
2. パーディド - "Perdido" (J. Tizol) - 22:32
3. Cジャム・ブルース - "C Jam Blues" (B. Bigard, D. Ellington) - 24:41

## 参加ミュージシャン
- チャールズ・ミンガス - ベース
- ジョージ・アダムス - テナー・サクソフォーン
- ハミエット・ブルーイット（英語版） - バリトン・サクソフォーン
- ジョン・ファディス（英語版） - トランペット
- ドン・プーレン - ピアノ
- ダニー・リッチモンド - ドラムス

下記ミュージシャンは「パーディド」と「Cジャム・ブルース」の2曲のみ参加。
- チャールズ・マクファーソン - アルト・サクソフォーン
- ジョン・ハンディ（英語版） - アルト・サクソフォーン (on "Perdido")、テナー・サクソフォーン (on "C Jam Blues")
- ローランド・カーク - テナー・サクソフォーン (on "Perdido", "C Jam Blues")、ストリッチ (on "Perdido")